# Thalictrum tsawarungense
Thalictrum tsawarungense là một loài thực vật có hoa trong họ Mao lương. Loài này được W.T. Wang & S.H. Wang miêu tả khoa học đầu tiên năm 1979.